# Stenosphecia
Stenosphecia là một chi bướm đêm thuộc họ Sesiidae.

## Các loài
- Stenosphecia columbica  Le Cerf, 1917